# Tipula (Vestiplex) virgatula montivaga
Tipula (Vestiplex) virgatula montivaga is een ondersoort van de tweevleugelige Tipula (Vestiplex) virgatula uit de familie langpootmuggen (Tipulidae). De ondersoort komt voor in het Palearctisch gebied.